# Trapezzahl

Abb. 1: Plättchenmuster am Beispiel der Trapezzahl 18

Eine Trapezzahl ist eine natürliche Zahl n, die als Summe von mindestens zwei aufeinander folgenden natürlichen Zahlen darstellbar ist, wobei der kleinste Summand größer als 1 ist. Die als Plättchenmuster veranschaulichten Summanden lassen sich trapezförmig anordnen.
Ist der kleinste Summand gleich 1, so ist n eine Dreieckszahl.

## Haupteigenschaften
- Jede ungerade natürliche Zahl {\displaystyle n=2k+1} ist wegen {\displaystyle 2k+1=k+(k+1)} eine Trapezzahl {\displaystyle (k,n\in \mathbb {N} )}.
- Eine natürliche Zahl {\displaystyle n} lässt sich genau dann als Trapezzahl darstellen, wenn {\displaystyle n} keine Zweierpotenz ist.

(Einen ausführlichen Beweis dieses Satzes liefert Daniel Grieser.)

## Besondere Eigenschaften

Abb. 2: Plättchenmuster am Beispiel der Trapezzahl 22

Eine besondere Stellung nehmen diejenigen Trapezzahlen ein, bei denen der kleinste Summand mit der Gesamtanzahl der Summanden übereinstimmt. Als Plättchenmuster lässt sich jede von ihnen grafisch darstellen als Quadratzahl (grüne Umrandung) mit aufgesetzter Dreieckszahl. Hierbei wird der {\displaystyle n}-ten Quadratzahl {\displaystyle n^{2}} die {\displaystyle (n-1)}te Dreieckszahl {\displaystyle D_{n-1}} aufgesetzt (siehe Abb. 2).

### Eigenschaft 1
Die so definierten besonderen Trapezzahlen bilden eine Teilfolge {\displaystyle \left(T_{n}\right)_{n\in \mathbb {N} }} der Folge aller Trapezzahlen. Diese Teilfolge hat das Bildungsgesetz
{\displaystyle T_{n}={\frac {3n^{2}-n}{2}}}.

#### Beweis
{\displaystyle T_{n}=n^{2}+{\frac {1}{2}}(n-1)n={\frac {3n^{2}-n}{2}}}

#### Beispiel
In Abb. 2 ist {\displaystyle n=4} und somit nach Einsetzen in die Bildungsgesetz-Formel {\displaystyle T_{4}=22}.

### Eigenschaft 2
Für alle {\displaystyle n\in \mathbb {N} } gilt: {\displaystyle T_{n}} lässt bei Division durch {\displaystyle 3} denselben Rest wie {\displaystyle n}.

#### Beweis
{\displaystyle T_{n}={\frac {3n^{2}-n}{2}}=3\cdot {\frac {1}{2}}n^{2}-{\frac {1}{2}}n=3\cdot {\frac {1}{2}}n^{2}-{\frac {3}{2}}n+n=3\cdot {\frac {1}{2}}(n-1)n+n=3\cdot D_{n-1}+n}